# Muhsin Kenon
Larry Joe Kenon (Birmingham, Alabama; 13 de diciembre de 1952), ahora se llama Muhsin Kenon, es un exjugador de baloncesto estadounidense que jugó durante tres temporadas en la ABA, siendo campeón en 1974, y otras siete temporadas en la NBA. Con 2,06 metros de altura, jugaba en la posición de alero.

## Trayectoria deportiva

### Universidad
Jugó durante 2 temporadas con los Tigers de la Universidad de Memphis, tras haber sido traspasado desde el Amarillo College. En su año júnior promedió 20,1 puntos y 16,7 rebotes, llevando a su equipo a la final de la NCAA, donde cayeron ante UCLA, liderados por Bill Walton. Después de esa temporada, decidió dar el salto a profesional.

### Profesional

#### ABA
Fue elegido por Detroit Pistons en el puesto 50 del Draft de la NBA de 1973, y a su vez lo fue también en el draft de la ABA por Memphis Tams, aunque sus derechos fueron a pasar a los New York Nets, equipo en el cual jugaría finalmente. En su primera temporada promedió 15,9 puntos y 11,9 rebotes por partido, ayudando a ganar el título de campeones, junto a jugadores de la clase de Julius Erving. Tras dos años en los Nets, siguiuó rindiendo a gran nivel en los San Antonio Spurs, en su última temporada en la liga del balón tricolor. Al año siguiente pasaría junto con su equipo a la NBA.

#### NBA
Comenzó su trayectoria en la NBA con los Spurs al lado de George Gervin, con quien formaría una pareja explosiva, ya que en cada una de las cuatro temporadas que jugaron juntos promediaron ambos más de 20 puntos por partido.
El 26 de diciembre de 1976 consiguió el récord de más robos de balón en un partido de la NBA con 11, igualado por Kendall Gill en 1999.
En la temporada 1980-81 ficha por Chicago Bulls, donde su rendimiento cayó en picado. 
Se retiró en 1983, tras jugar en la última temporada en tres equipos diferentes. En el total de su carrera profesional promedió 17,2 puntos y 8,9 rebotes por partido.

## Estadísticas de su carrera en la ABA y NBA
|  | Denota temporadas en las que ganó un Campeonato de la NBA |

### Temporada regular
| Año     | Equipo            | PJ  | PT | MPP  | %TC  | %3P  | %TL  | RPP  | APP | ROB | TPP | PPP  |
| ------- | ----------------- | --- | -- | ---- | ---- | ---- | ---- | ---- | --- | --- | --- | ---- |
| 1973-74 | New York (ABA)    | 84  | -  | 34.6 | .462 | .000 | .703 | 11.5 | 1.3 | .9  | .2  | 15.9 |
| 1974-75 | New York (ABA)    | 84  | -  | 37.7 | .509 | .500 | .770 | 10.7 | 1.5 | 1.3 | .4  | 18.7 |
| 1975-76 | San Antonio (ABA) | 81  | -  | 36.0 | .481 | .000 | .781 | 11.1 | 1.9 | 1.1 | .5  | 18.7 |
| 1976-77 | San Antonio       | 78  | -  | 37.6 | .492 | -    | .823 | 11.3 | 2.9 | 2.1 | .8  | 21.9 |
| 1977-78 | San Antonio       | 81  | -  | 35.4 | .489 | -    | .854 | 9.5  | 3.3 | 1.4 | .3  | 20.6 |
| 1978-79 | San Antonio       | 81  | -  | 36.4 | .504 | -    | .845 | 9.8  | 4.1 | 1.9 | .2  | 22.1 |
| 1979-80 | San Antonio       | 78  | -  | 35.9 | .485 | .111 | .783 | 9.9  | 3.0 | 1.4 | .2  | 20.1 |
| 1980-81 | Chicago           | 77  | -  | 28.1 | .480 | -    | .735 | 5.2  | 1.6 | 1.0 | .2  | 14.1 |
| 1981-82 | Chicago           | 60  | 30 | 17.3 | .466 | -    | .568 | 3.0  | 1.1 | .5  | .1  | 7.2  |
| 1982-83 | Chicago           | 5   | 0  | 5.0  | .333 | -    | .800 | .8   | .0  | .2  | .0  | .8   |
| 1982-83 | Golden State      | 11  | 0  | 11.0 | .436 | -    | .636 | 2.4  | .5  | .1  | .0  | 3.7  |
| 1982-83 | Cleveland         | 32  | 7  | 19.5 | .472 | .000 | .761 | 3.7  | 1.1 | .7  | .3  | 7.3  |
| Total   | Total             | 752 | 37 | 32.6 | .487 | .143 | .784 | 8.9  | 2.2 | 1.3 | .3  | 17.2 |

### Playoffs
| Año   | Equipo            | PJ | PT | MPP  | %TC  | %3P  | %TL   | RPP  | APP | ROB | TPP | PPP  |
| ----- | ----------------- | -- | -- | ---- | ---- | ---- | ----- | ---- | --- | --- | --- | ---- |
| 1974  | New York (ABA)    | 14 | -  | 33.6 | .495 | -    | .613  | 11.6 | 1.8 | 1.1 | .1  | 15.8 |
| 1975  | New York (ABA)    | 5  | -  | 39.8 | .534 | -    | .765  | 12.8 | 1.0 | 2.0 | .0  | 21.4 |
| 1976  | San Antonio (ABA) | 7  | -  | 39.6 | .466 | .333 | .900  | 11.4 | 2.3 | .7  | .6  | 21.4 |
| 1977  | San Antonio       | 2  | -  | 39.5 | .485 | -    | 1.000 | 7.5  | 3.0 | 2.5 | .5  | 17.0 |
| 1978  | San Antonio       | 6  | -  | 33.3 | .447 | -    | .737  | 9.2  | 3.7 | .8  | .3  | 17.7 |
| 1979  | San Antonio       | 14 | -  | 39.8 | .438 | -    | .736  | 11.4 | 3.0 | 1.4 | .1  | 21.1 |
| 1980  | San Antonio       | 3  | -  | 27.0 | .294 | -    | .545  | 4.3  | 1.3 | .0  | .0  | 8.7  |
| 1981  | Chicago           | 6  | -  | 19.0 | .391 | .000 | .500  | 4.5  | 1.3 | .7  | .2  | 6.7  |
| Total | Total             | 57 | -  | 34.7 | .459 | .250 | .725  | 10.1 | 2.2 | 1.1 | .2  | 17.2 |